# خطوط إل عال الرحلة 1862
إل عال الرحلة 1862 كانت طائرة شحن من نوع بوينغ 747-258 أف تابعة لخطوط إل عال الإسرائيلية، تحطمت في حي بيجلمير مير في أمستردام، هولندا. 43 شخص لقوا حتفهم من ضمنهم طاقم الطائرة، و 39 شخص ممن كانوا على الأرض، الحادث يعتبر أسوأ حادث طيران على الأراضي الهولندية.

## إنظر أيضا
- إل عال
- وجهات إل عال